# Estación de Wattwil
La estación de Wattwil es la principal estación ferroviaria de la comuna suiza de Wattwil, en el Cantón de San Galo.

## Historia y situación ferroviaria

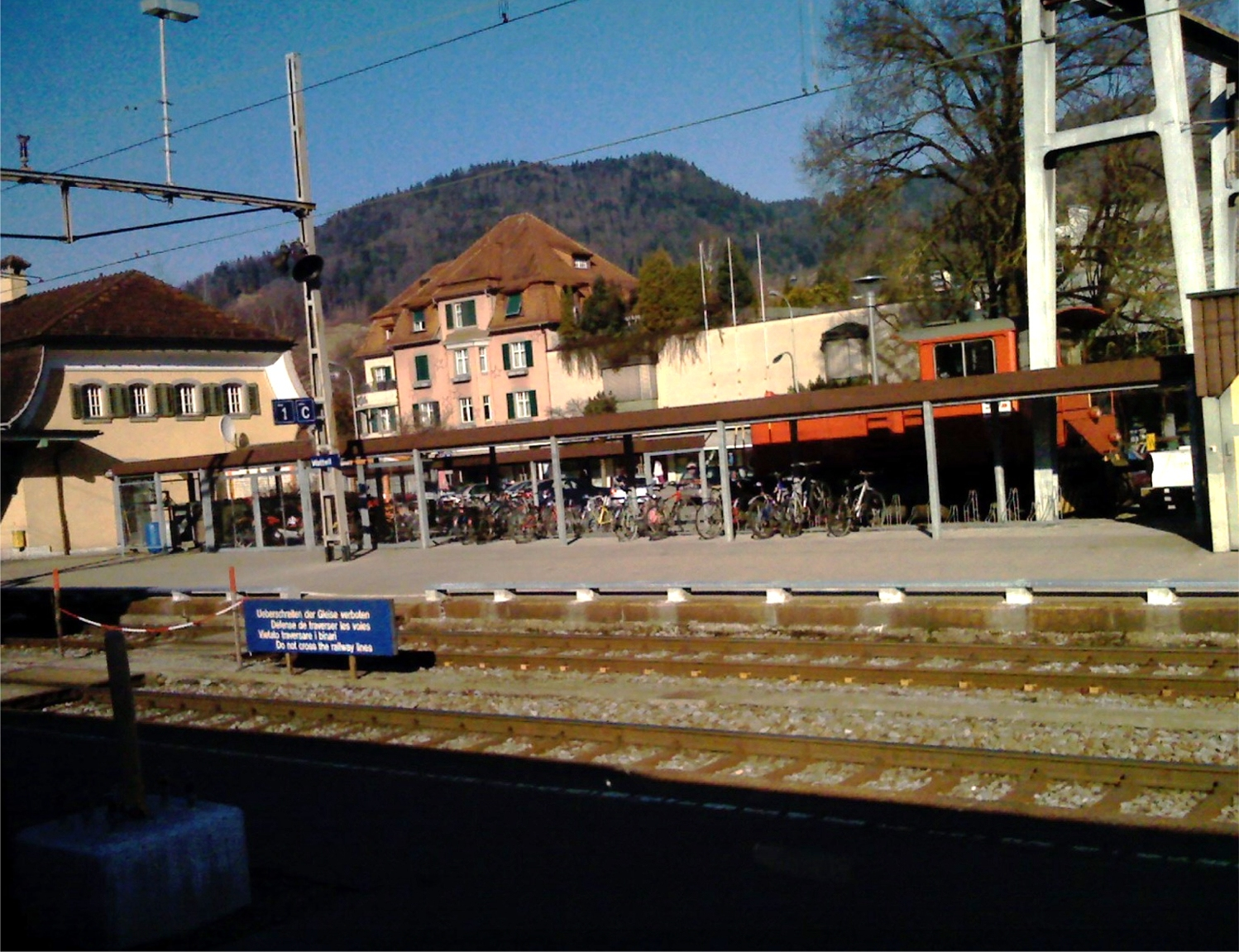
Zona para el aparcamiento de bicicletas y andenes de la estación de Wattwil

La estación de Wattwil fue inaugurada en 1870 con la apertura de la línea Toggenburgerbahn. Actualmente ofrece varios servicios a sus usuarios, como son venta de billetes o agencia de viajes, así como una zona específica para aparcar bicicletas.
Desde esta estación parten o pasan varias líneas ferroviarias:
- Línea Bodensee-Toggenburg-Bahn Romanshorn -  San Galo - Wattwil -  Nesslau-Neu St. Johann.
- Línea Toggenburgerbahn Wil - Wattwil - Ebnat-Kappel.
- Línea  Rickenbahn Wattwil - Uznach.

## Servicios ferroviarios
Hay dos compañías que operan los servicios ferroviarios de esta estación: SBB-CFF-FFS, que gestiona las líneas de cercanías S-Bahn y SOB (SudÖstBahn), el IR Voralpen.

### Larga distancia
- IR Voralpen Romanshorn - Neukirch-Egnach - Muolen - Häggenschwil-Winden - Roggwil-Berg - Wittenbach - San Galo-San Fiden - San Galo - Herisau - Degersheim - Wattwil - Uznach - Schmerikon - Rapperswil - Pfäffikon - Wollerau - Biberbrugg - Arth-Goldau - Küssnacht am Rigi - Meggen Zentrum - Lucerna Verkehrshaus - Lucerna. Servicios cada hora. Operado por SOB (SudÖstBahn). Frecuencias cada hora por cada sentido.

### S-Bahn San Galo
Hasta Wattwil llegan varias líneas de la red de trenes de cercanías S-Bahn San Galo, que permiten una comunicación más fluida con las principales comunas del cantón.
- S (Romanshorn -) San Galo - Herisau - Rapperswil. Sólo opera a determinadas horas del día
- S 2 Wattwil – Herisau – San Galo – Rorschach – Heerbrugg. Trenes con frecuencias cada hora.
- S 4 San Galo – Herisau – Wattwil – Uznach. Servicios cada hora por cada sentido.
- S 9 Wil - Wattwil/Nesslau-Neu St. Johann. Esta estación, junto a Nesslau-Neu St. Johann son las estaciones terminales de los S-Bahn de esta línea que proceden de Wil.

La red de cercanías S-Bahn San Galo será ampliada en el año 2013.